# سیارک ۳۲۳۸
سیارک ۳۲۳۸ (به انگلیسی: 3238 Timresovia، نامگذاری:1975VB9) سه هزار و دویست و سی و هشتمین سیارک کشف شده‌است که در ۸ نوامبر ۱۹۷۵ کشف شد.
قدر مطلق سیارک برابر ۱۳٫۴۰ است.